# لويس الكسندر أراوغو
لويس الكسندر أراوغو (بالإسبانية: Elexander Araujo) هو لاعب كرة قدم بيروفي، ولد في 16 يناير 1981 في بيورا في بيرو. لعب مع سبورت وانكايو وسيينسيانو ونادي أياكوتشو ونادي سبورتينغ كريستال.

## وصلات خارجية
- لويس الكسندر أراوغو على موقع قاعدة بيانات كرة القدم.إي يو (الإنجليزية)
- لويس الكسندر أراوغو على موقع Soccerway.com (الإنجليزية)